# Александровка (Семилукский район)
Александровка — деревня в Семилукском районе Воронежской области России. Входит в состав Новосильского сельского поселения.

## География
Деревня находилась в северо-западной части Воронежской области, в лесостепной зоне, на левом берегу реки Орлик (приток Олымчика), на расстоянии примерно 50 километров (по прямой) к северо-западу от города Семилуки, административного центра района. Абсолютная высота — 188 метров над уровнем моря.
Часовой пояс
Деревня Александровка, как и вся Воронежская область, находится в часовой зоне МСК (московское время). Смещение применяемого времени относительно UTC составляет +3:00.

## Население
| 2010 |
| ---- |
| 0    |

## Улицы
Уличная сеть деревни состояла из одной улицы (ул. Александровка).